# CJ集团
CJ集团，官方正式中文名为希杰集团，其中“CJ Group”为商业用名，本公司名称为CJ公司（英語：CJ Corporation，：／），是一家总部位于大韩民国首尔的大型跨国公司，主要业务包括食品餐饮、娱乐传媒、家庭购物与物流、生物工程。CJ集团名称起源于韩国三星公司分部第一制糖（：／ Cheil Jedang）的韩语羅馬化字首开头。1990年代，三星集团进行了高强度的产业结构调整後，拆分出第一製糖，但經營者仍為三星集团家族成員。
韩国知名娱乐公司Mnet Media，韩国最大的电影分销商CJ E&M，韩国最大的连锁影院CJ CGV和韓國有線電視娛樂頻道tvN都是CJ集团旗下子公司。

## 发展历史
CJ集团起源于三星集团的“第一制糖”，於1997年4月正式完成法律上的集團分離。
1980年代，CJ从食品事业拓展到生物工程及制药事业，1986年CJ以发酵合成技术为基础研发出B性肝炎疫苗，1988年CJ在印度尼西亚成立了法人，主要进行进行MSG、赖氨酸、核苷酸生产。印尼法人的成立，标志着CJ跨国经营成功的第一步。1991年，作为CJ主干事业的食品制造业在同行业内最先突破了1兆韩元销售额的纪录，走上快速发展壮大的道路。1994年，CJ继续进军餐饮服务事业。至此，作为CJ主干的食品事业派生出了生物工程及制药事业和餐饮事业。
1996年，国家顾客满意度最高的CGV（CJ Golden Village）多元化电影院成立，成为Culture、Great、Vital的代言，为观众呈现“超越电影的感动”。1997年，CJ收购了韩国代表性的音乐广播电台Mnet Media，将音乐娱乐节目出口到日本、中国、新加坡等地，促进了亚洲文化事业之间的交流和合作。
为了促进中韩两国政治、经济、文化间的交流，2004年CJ成立了中華TV，成为韩国最早也是唯一一个中文電視節目频道，也是韩国有线电视台中唯一一个播放中國中央電視台新闻和SMG财经节目的频道。2005年，《人民日报》评价中华电视台为“韩国最好的专门播放中国节目的中华电视台”。同时，中华电视台也通过开展同人民日报社等主要媒体间的讨论会，积极促进了两国媒体之间的交流。
CJ E&M致力成为亚洲No.1传媒集团，旗下共拥有18个有线频道，节目内容包括娱乐、电影、时尚、音乐、动画、游戏等，2010年打造了韩国史上最成功的国民选秀节目《Superstar K》。1995年，CJ在韩国最先开展了从生产者到消费者的家庭购物服务，通过网络、目录、实体店等方式进行全方位销售。配合家庭购物的发展，1998年CJ GLS成立，进军物流配送领域，事业链条再次延长。1999年，CJ在韩国本土也创建了Oliveyoung健康美容产品便利店。
1995年是CJ集团核心事业结构基本定型的一年，其后的15年是各个事业在韩国国内成长壮大并进军国际市场，实现全球化扩张的时期。欧美地区以美国、墨西哥为主，亚洲以中国、日本、台灣、印尼、新加坡、越南、印度为主，并在全世界范围内将中国作为了最核心、最重要的海外事业基地。自2003年開始，希杰集團的網上購物坊“CJMall”成立，並在各電視及網上媒體廣泛宣傳。2010年CJ集团整体销售额达到了1000亿人民币，2013年的目标为2200亿人民币，并实现中国事业占据整体的30%的目标。
在事业发展的同时，CJ集团从自身的事业范围出发，积极履行着社会责任，主要集中在教育、文化两个领域。1999年，CJ集团设置了专门的社会贡献部门，以“人间爱•自然爱•文化爱”为理念，展开了一系列的社会活动。 2005年7月设立了“CJ分享基金会”，主要通过“爱心奉献营”、“食物银行”、“社会志愿活动”等，2010年为止累计社会贡献资金达到6.8亿人民币。 为了赞助专业性文化艺术事业，2006年5月设立了 “CJ文化基金会”，展开了CJ中国电影节、青年表演艺术节、韩国“画音”室内乐团等活动，2009年设立CJ Azit新一代艺术人才援助体系，累计赞助资金达2.2亿人民币。
2013年4月1日，在收購韓國國內第一物流公司大韓通運與原集團內物流公司CJ GLS合併，成立希杰大韓通運，
2016年，希杰和马来西亚首要媒体合作，创立了新的电视购物节目《CJ Wow Shop》。同样也开张了邮递产品的公司－MP CJ O Shopping。2019年，首要媒体为CJ Wow Shop设立中文版本，为马来西亚华裔提供另一个电视购物频道，除了原以中文节目为主的八度空间外，也在NTV7上開始播放。

## 關連企業
- CJ食品
  - Bibigo
- CJ第一制糖（朝鲜语：CJ제일제당）
- CJ ENM
- CJ大韓通運（朝鲜语：CJ대한통운）
- CJ-CGV

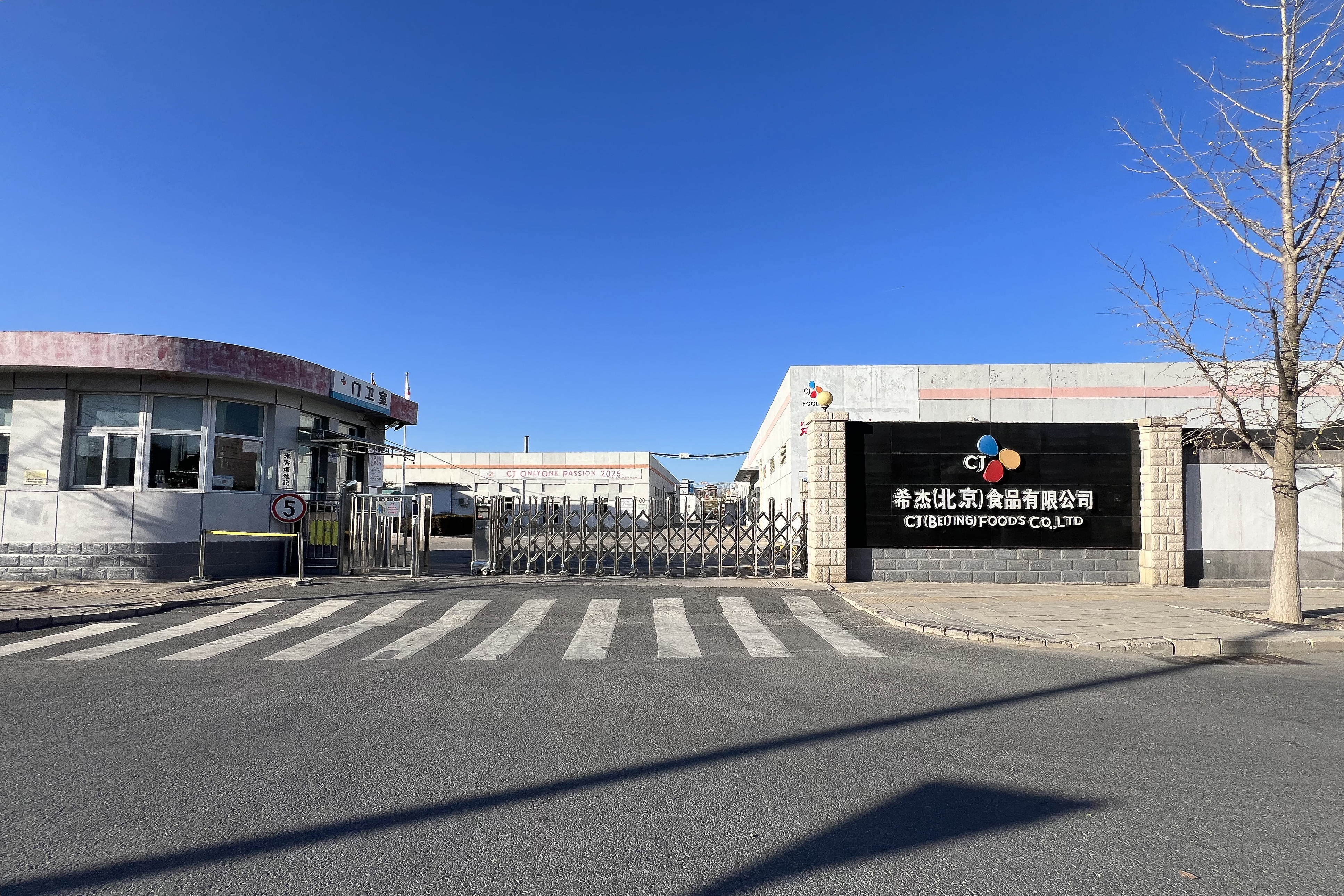
希杰（北京）食品有限公司

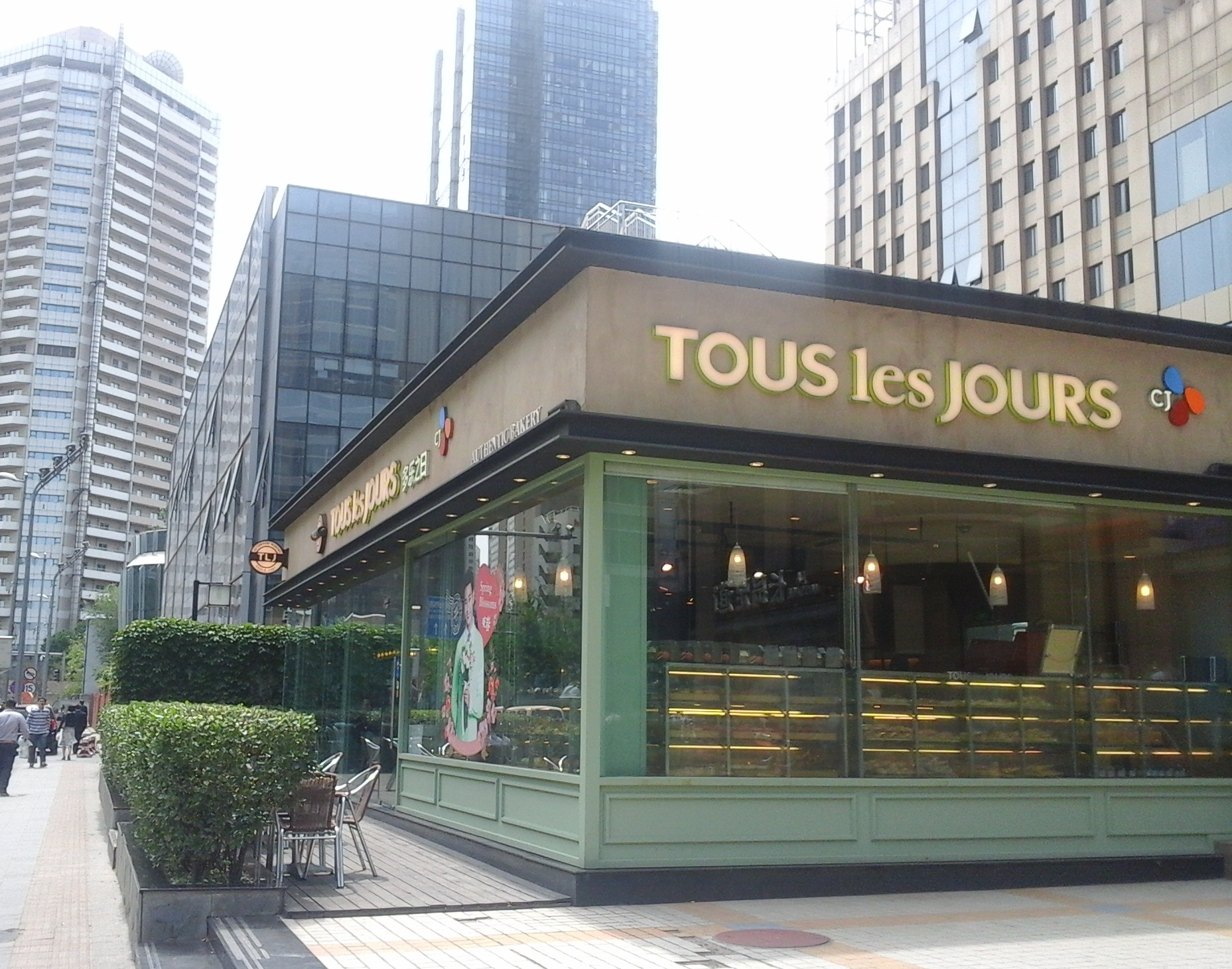
北京国贸3期对面的多乐之日店

- Stone Music Entertainment
- 早安世界
- 第一東健產業
- 多乐之日
- 必品阁
- Netmarble Games

## 关联条目
- 韩国财阀

## 外部連結
- 官方网站 
- 官方网站 （英文）
- 官方网站 （简体中文）
- 官方网站 （日語）
- 中国官方网站（简体中文）
- 马来西亚CJ Wow Shop官方网站（英文）